# Karsan
Karsan Otomotiv Sanayii ve Ticaret A.Ş., meglio nota semplicemente come Karsan, è una casa automobilistica turca che produce principalmente autobus e furgoni. Collabora con Hyundai Motor Company e BMW, ed è quotata presso la Borsa di Istanbul e presso l'OTC Markets Group.

## Storia
Nata nel 1966 come azienda produttrice di soli veicoli commerciali leggeri, nel 1998 viene acquisita dal gruppo Koç.
Grazie ad una joint venture con la Peugeot Karsan produce furgoni per l'azienda francese, oltre che produrre il modello Ducato per la joint venture FIAT - Tofaş.
Inoltre l'azienda turca si è specializzata anche nella produzione di ambulanze, taxi e fuoristrada.
Possiede una fabbrica anche a Akçalar, costruita nel 1998 con un investimento di 70 milioni di dollari USA.
Nel 2007 Karsan stringe un accordo con Renault Trucks (Volvo Group) per la produzione in Turchia dei modelli di autocarro Renault Premium e Renault Kerax al ritmo di 5.000 esemplari l'anno a partire dal 2009. I veicoli, secondo l'accordo, erano assemblati dalla Karsan e venduti attraverso la rete di vendita della Renault Trucks in Turchia e nei paesi confinanti. L'accordo viene sciolto nel 2013, in quanto l'alleanza non raggiunse volumi produttivi significativi e la produzione turca venne trasferita nello stabilimento Renault Trucks di Bourg-en-Bresse.
Nel 2010 Karsan firma un accordo con la BredaMenarinibus per la produzione su licenza nella fabbrica turca di Bursa dei modelli di autobus Vivacity e Citymood e per la vendita diretta in Europa. L’assemblaggio dei primi autobus BredaMenarinibus parte nell’ottobre del 2010.
Nel maggio 2011 il modello V-1 della Karsan è stato uno dei tre finalisti (assieme al Ford Transit Connect e al Nissan NV200) per aggiudicarsi il concorso "Il taxi del futuro" di New York ed ottenere così l'esclusiva di dieci anni per i taxi della metropoli statunitense; il concorso è stato vinto dal modello Nissan.
Il 15 maggio 2015, per mezzo di un accordo con la Hyundai Motor Company, già partner di Karsan per la produzione degli autocarri Hyundai HD, parte la produzione del veicolo commerciale Hyundai H350 destinato ad essere esportato globalmente. L’investimento totale è pari a 200 milioni di euro di cui 43 milioni a carico della Karsan.
Nel dicembre 2018 Karsan acquisisce il 70% di Industria Italiana Autobus tramite un aumento di capitale. Tuttavia il mese successivo, durante un incontro con il Ministero dello sviluppo economico, la partecipazione in IAA viene ridotta al 20,03%.

## Produzione

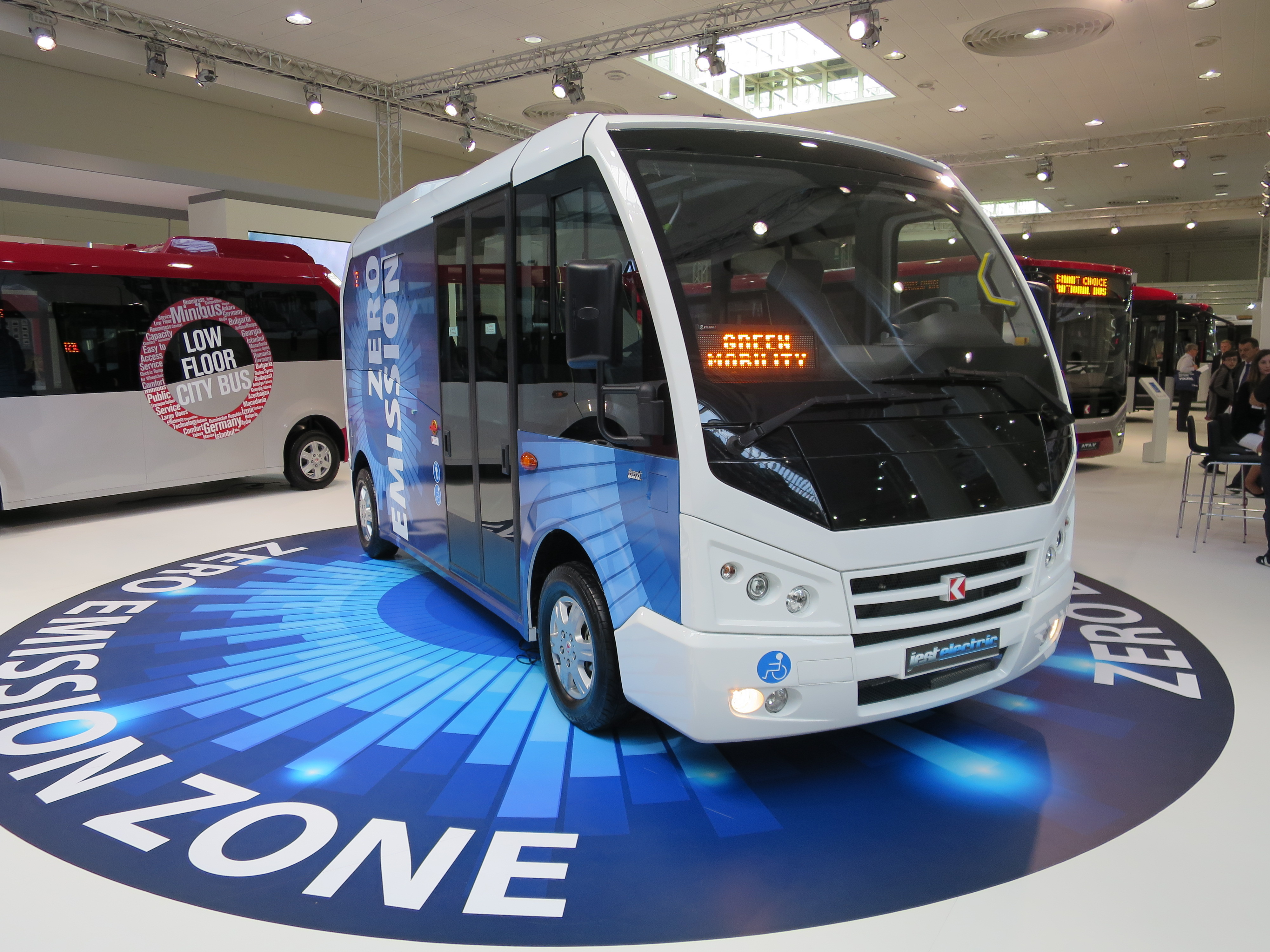
Autobus Karsan Jest elettrico

### Peugeot
- Partner
- Boxer
- J9

### Fiat
- Ducato

### Hyundai
- HD
- H350

### Menarinibus
- Avancity
- Vivacity
- Citymood

### Karsan
- Atak
- J9 Premier
- J10
- V-1
- Jest